# 神戸市立東垂水小学校
神戸市立東垂水小学校（こうべしりつ ひがしたるみしょうがっこう）は、兵庫県神戸市垂水区王居殿2丁目に所在する公立小学校。

## 沿革
- 1954年（昭和29年）4月1日 - 神戸市立垂水小学校より分離開校。

## 通学区域
- 神戸市垂水区[1]
  - 泉が丘1 - 5丁目、城が山1 - 5丁目、山手1丁目(1～3番)・4丁目(7番以降)・5丁目(8番以降)、塩屋町1丁目(6番)・6丁目(1～24番、25番[2]、26～28番、29番[3]、30番[4])、東垂水1丁目(5番以降)・2丁目(1～11番)、王居殿1丁目・2丁目(1～6番)・3丁目(1～10番、14番[5])

※卒業後は基本的に神戸市立垂水東中学校に進学する。

## 校区周辺
- 兵庫県立視覚特別支援学校
- 滝の茶屋 センターかけはし
- 垂水警察署 平尾交番

## 交通
- 山陽電気鉄道本線 滝の茶屋駅より

## 通学区域が隣接している学校
- 神戸市立垂水小学校
- 神戸市立高丸小学校
- 神戸市立乙木小学校
- 神戸市立塩屋小学校